# Jacques Berthieu
Svatý Jakub Berthieu (26. listopadu 1838, Polimhac, Francie – 8. června 1896, Antananarivo Madagaskar) byl francouzský jezuita, který působil jako misionář. Zemřel mučednickou smrtí. Římskokatolická církev ho uctívá jako světce.

## Život

### Mládí
Narodil se v Polimhacu ve Francii v roce 1838 dne 26. listopadu. Studoval v semináři SaintFlour a s vynaložením velikého úsilí dosáhl v roce 1863 kněžského svěcení. Působil po 9 let jako kaplan v jedné z francouzských farností. Onou farností byla Roannes Saint Mary kde si P. Jakub získal značnou oblibu. Nemínil zde však zůstat trvale.

### K jezuitům
P. Jakub se rozhodl vstoupit k jezuitům, neb v sobě cítil řeholní a misijní povolání. V roce 1873 byl ve městě Pau přijat do rodiny jezuitů. Následoval dvouletý noviciát, po němž bylo rozhodnuto, že P. Jakub půjde působit do misijní oblasti na Madagaskar.

### V misiích
Pastorace P. Jakuba na Madagaskaru začala na východním pobřeží a na ostrově zvaném Sainte Marie. Zde žil ve velice primitivních podmínkách a zvěstoval Krista po šest let, přičemž domorodá řeč mu činila neustálé obtíže.
V roce 1880 byly vydány francouzské zákony týkající se misií. Misionářům tyto zákony nepomohly, spíše naopak. Vzhledem k těmto zákonům byl P. Jakub nucen přesunout se na centrální ostrov a pak působil ve městech Tamatava a Tananarive. Následně jej představení poslali do Ambohimandrosa. Tam misionáře v roce 1883 zastihly protifrancouzské nepokoje, takže misie tam byla ukončena.
P. Jakub pak působil jako kaplan francouzského vojska a po ukončení povstání byl ustanoven farářem v Ambositře. Zde vládlo napětí mezi katolickou a protestantskou misií. V roce 1891 byl pak přeložen do Anjozorofady.
Obětavě se zde věnoval trpícím a nemocným, nevylučujíc ze své péče ani malomocné, přes značné riziko nákazy (nabízí se srovnání s osobami jako byl svatý. Damien z Molokai nebo sv. Petr Donders). Katechizoval a pomáhal kde se dalo. Jeho poměrně nadějnou činnost přerušilo opět povstání, které tentokráte vyvolal kmen Menelamba. Pater Jakub se rozhodl zachránit křesťany tím, že je nechá konvojem dopravit do Tananarive. Otec Jakub cestoval s nimi, ač sužován horečkou. Jel na koni, ale když viděl vyčerpaného chlapce, posadil jej na svého koně a v cestě pokračoval pěšmo.

### Mučednictví
Část konvoje, kde byl P. Jakub, zůstávala trochu pozadu a to se jí stalo osudným. Přepadli ji povstalci a zajali ji. P. Jakuba nabízeli propustit výměnou za slib, že nebude dál šířit křesťanskou víru. Nabídku misionář odmítl, načež byl povstalci postřelen a následně umlácen kyjem. Jeho mrtvé tělo pak hodili do řeky. V roce 1965 papež sv. Pavel VI. Patera Jakuba beatifikoval. V roce 2012 jej Benedikt XVI. kanonizoval.